# UNRAE
L'UNRAE (Unione Nazionale Rappresentanti Autoveicoli Esteri) è un'associazione di categoria  nata nel 1950 e costituita dalle case automobilistiche estere che in Italia distribuiscono, vendono e assistono autovetture, veicoli commerciali e industriali, autobus, gruppi frigoriferi, rimorchi e semirimorchi, caravan e autocaravan, con le relative Reti di assistenza e vendita ricambi.

## Storia
L'UNRAE venne costituita il 24 novembre 1950, da 10 soci imprenditori del settore automobilistico. All'epoca le vetture estere immatricolate in Italia erano 124 pari a una quota di mercato dello 0,16%. Nel 2014 le Aziende Associate a UNRAE hanno raggiunto il 72,1% dell'intero mercato. Nel 2000 l'UNRAE ha firmato l'accordo con il Ministero dei Trasporti relativo alle regole di autodisciplina sui difetti di sicurezza dei veicoli. 
Nel 2007 è nato il Centro Servizi UNRAE quale hub informatico per la gestione del nuovo processo di immatricolazione, rivolto ai propri associati.

## Descrizione
L'associazione svolge per i propri membri le attività istituzionali legate alla mobilità e le relative normative, collaborando con Enti e Ministeri competenti. Supporta l'attività delle singole con studi e statistiche di settore, progetti e servizi. Tra questi il nuovo processo di immatricolazione, che consente di immatricolare un veicolo attraverso la smaterializzazione del Certificato di Conformità, tramite un collegamento telematico fra tutti gli attori del processo: Casa auto, Concessionaria, Banca e Ministero dei Trasporti.
UNRAE fa parte delle principali Associazioni nazionali e delle rappresentanze di impresa quali Confcommercio e Confindustria, inoltre, il suo Centro Studi e Statistiche fa parte del Sistema Statistico Nazionale (SISTAN).

### La rivista annualeL'Auto
Dal 2009 l'UNRAE pubblica L'Auto, una rivista online annuale contenente tutte le statistiche sul mercato automobilistico e degli autocarri italiano ed estero, tra cui il numero di nuove immatricolazioni, di automobili prodotte, di vendite di seconda mano, di noleggio da parte di aziende e altro ancora.

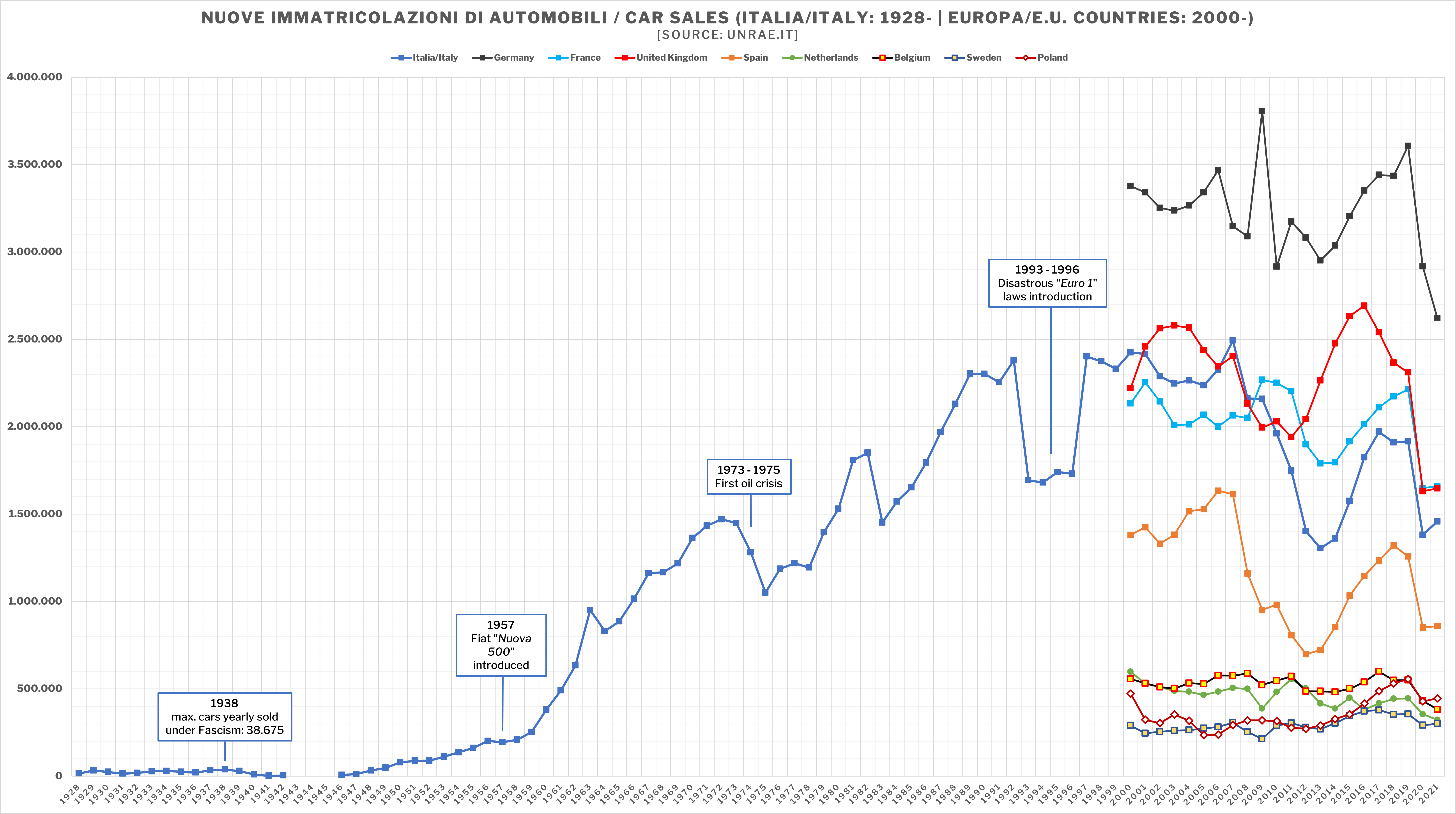
Numero di immatricolazioni per l'Italia (dal 1928) e per alcuni altri paesi europei (dal 2000 in poi). Fonte: UNRAE / L'Auto.